# 徐岭镇
徐岭镇，是中华人民共和国辽宁省大連市庄河市下辖的一个乡镇级行政单位。

## 行政区划
徐岭镇下辖以下地区：
杨树房村、吕屯村、杨屯村、大房身村、复兴村、前洼村、徐炉村、双丰村、宫洼村和衣屯村。